# Pulau Sambit
Pulau Sambit är en ö i Indonesien.   Den ligger i provinsen Kalimantan Timur, i den norra delen av landet, 1 600 km nordost om huvudstaden Jakarta.